# Lake Muhlenberg

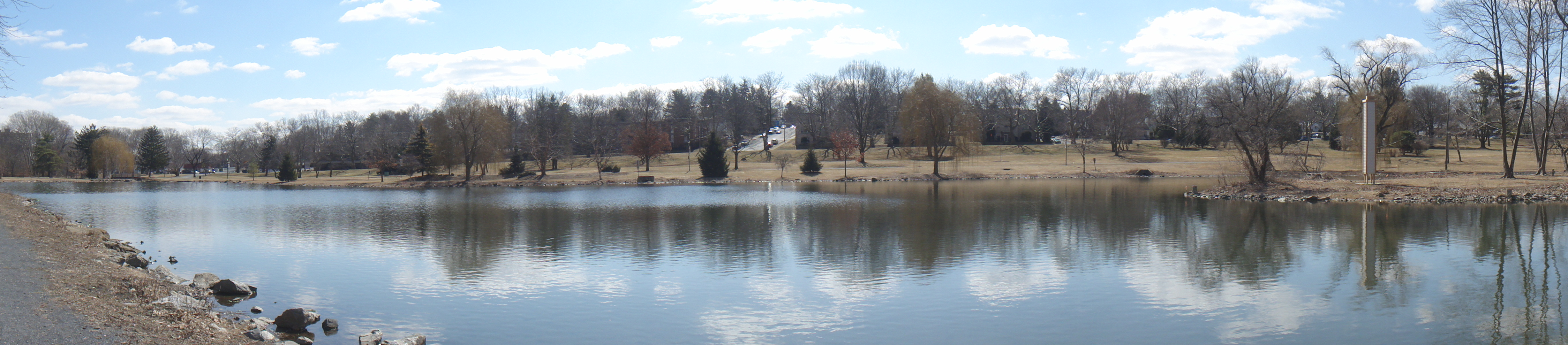
Lake Muhlenberg har fått sitt namn på grund av sin närhet till Muhlenberg College.

Lake Muhlenberg är en naturlig sjö i en av stadsparkerna i Allentown, Pennsylvania.